# Chorkówka
Chorkówka è un comune rurale polacco del distretto di Krosno, nel voivodato della Precarpazia.
Ricopre una superficie di 77,75 km² e nel 2004 contava 13 087 abitanti.